# Ferdinando Monfardini
Ferdinando Monfardini (Isola della Scala, 20 november 1984) is een Italiaans autocoureur. Hij reed in 2003 en 2004 in de Formule 3000 en in 2005 en 2006 in de vervangende GP2.

## Loopbaan
Tussen 1994 en 2000 kartte Monfardini, net als veel van zijn GP2-rivalen. In 2001 debuteerde hij in de Italiaanse Formule Renault. In 2002 bleef hij hier en reed hij ook in de Formule Renault 2000 Eurocup. In 2003 reed hij ook in de Italiaanse Formule Renault en de Formule Renault 2000 Eurocup en reed hij ook twee races in de Formule 3000 voor het team BCN F3000.
In 2004 reed hij het volledige F3000-seizoen voor het team AEZ Racing en was in 2005 een van de weinige GP2-coureurs met een volledig F3000-seizoen achter de rug. Hij reed voor het team Durango naast Clivio Piccione en aan het eind van het seizoen verhuisde hij naar Coloni Motorsport, waar hij van plaats ruilde met Gianmaria Bruni. In 2006 verhuisde hij naar het team DAMS, maar scoorde slechts een punt meer dan vorig seizoen.
In 2007 reed hij in de GT1-klasse van de FIA GT, waar hij een Aston Martin DBR9 rijdt. In 2008 rijdt hij in een Ferrari F430 in de GTA-klasse van de International GT Open.

## GP2 resultaten
| Jaar | Inschrijving      | 1          | 2           | 3          | 4          | 5           | 6          | 7         | 8          | 9          | 10         | 11          | 12         | 13         | 14         | 15         | 16         | 17         | 18         | 19         | 20         | 21         | 22         | 23         | Rang | Punten |
| ---- | ----------------- | ---------- | ----------- | ---------- | ---------- | ----------- | ---------- | --------- | ---------- | ---------- | ---------- | ----------- | ---------- | ---------- | ---------- | ---------- | ---------- | ---------- | ---------- | ---------- | ---------- | ---------- | ---------- | ---------- | ---- | ------ |
| 2005 | Durango           | SMR FEA NF | SMR SPR DNS | ESP FEA NF | ESP SPR 11 | MON FEA DNS | EUR FEA NF | EUR SPR 6 | FRA FEA 12 | FRA SPR 17 | GBR FEA 14 | GBR SPR 10  | GER FEA NF | GER FEA 15 | HUN FEA NF | HUN SPR 11 | TUR FEA NF | TUR SPR NF | ITA FEA 8  | ITA SPR 4  | BEL FEA    | BEL SPR    |            |            | 17   | 5      |
| 2005 | Coloni Motorsport |            |             |            |            |             |            |           |            |            |            |             |            |            |            |            |            |            |            |            |            |            | BHR FEA NF | BHR SPR 11 | 17   | 5      |
| 2006 | DAMS              | VAL FEA 12 | VAL SPR NF  | SMR FEA 12 | SMR SPR 9  | EUR FEA NF  | EUR SPR 10 | ESP FEA 6 | ESP SPR 6  | MON FEA 9  | GBR FEA NF | GBR SPR DNS | FRA FEA 8  | FRA SPR NF | GER FEA NF | GER FEA 12 | HUN FEA 11 | HUN SPR 6  | TUR FEA NF | TUR SPR 12 | ITA FEA NF | ITA SPR NF |            |            | 21   | 6      |